# Alexandru Orăscu
Alexandru Hristea Orăscu (cunoscut mai ales ca Alexandru Orăscu, n. 30 iulie 1817 – d. 16 decembrie 1894) (în ortografia originală, Orĕscu) a fost un arhitect, urbanist și profesor universitar român.
Între 1885 - 1889 Orăscu a fost rector al Universității București, iar între 1890 - 1892 președintele Ligii Culturale. Este autorul Planului Orăscu al Bucureștilor.

## Biografie
În anii 1840, atunci când arhitectul catalan - român Xavier Villacrosse a fost numit arhitect șef al orașului, funcție pe care a îndeplinit-o între 1840 și 1848, adjunctul său a fost arhitectul Alexandru Hristea Orăscu. Ulterior, a participat la Revoluția de la 1848, respectiv a avut și o carieră de politician, iar în 1876 a fost ministru al Cultelor și Instrucțiunii publice. Între anii 1891 - 1894 a fost primul președinte al Societății Arhitecților Români.
Ca arhitect, a fost un promotor al clasicismului, după planurile sale fiind ridicate Universitatea din București (sediul vechi), Hotelul Carol din Constanța, Biserica Domnița Bălașa și Mitropolia Nouă din Iași. A realizat "planul Orăscu" al Bucureștilor, un proiect de sistematizare a orașului, în 1893.
O stradă din București, aflată în cartierul Izvor, a purtat numele lui Alexandru Orăscu, până în 1984, când zona a fost demolată abuziv pentru proiectul "Casa Poporului".

## Galerie de imagini

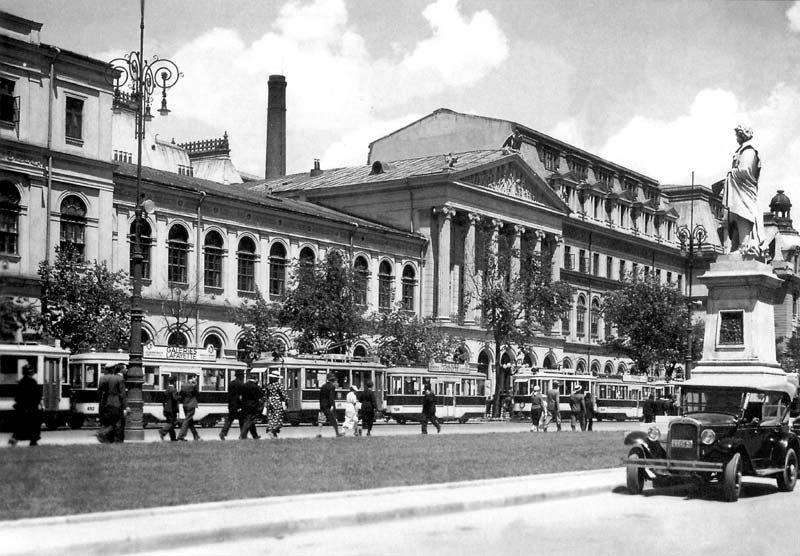
Clădirea veche a Universităţii din Bucureşti, creaţie a lui Alexandru Orăscu
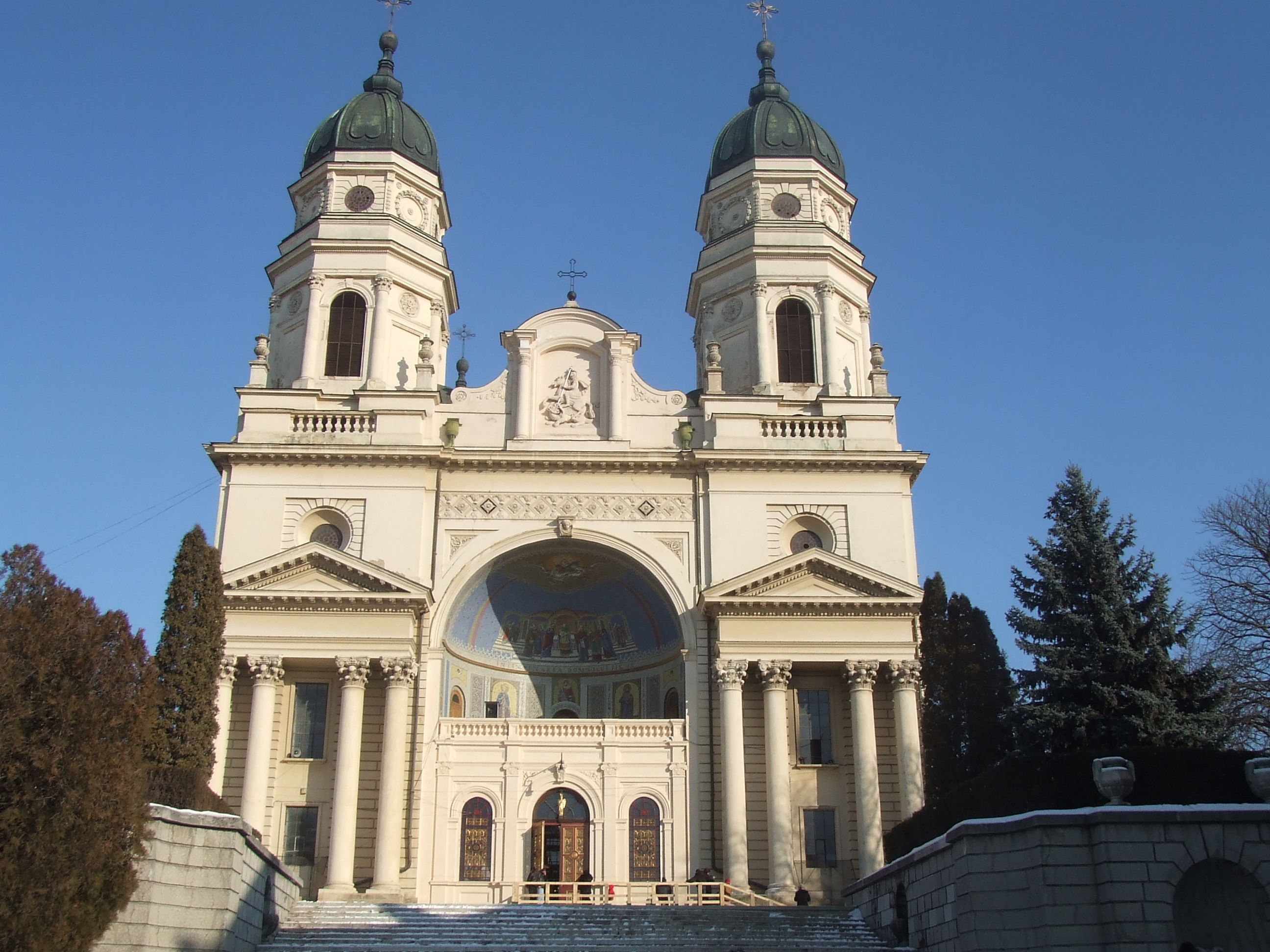
Catedrala Mitropolitană din Iași, vedere vest